# عزلة الجندية السفلى (تعز)
عزلة الجندية السفلى هي إحدى عزل مديرية التعزية في محافظة تعز اليمنية ويبلغ تعداد سكانها 13162 نسمة حسب التعداد السكاني في اليمن لعام 2004.

## روابط خارجية
- الجهاز المركزي للإحصاء بالجمهورية اليمنية
- المركز الوطني للمعلومات باليمن
- World Gazetteer:Yemen
- الدليل الشامل